# Eurocopa 2012

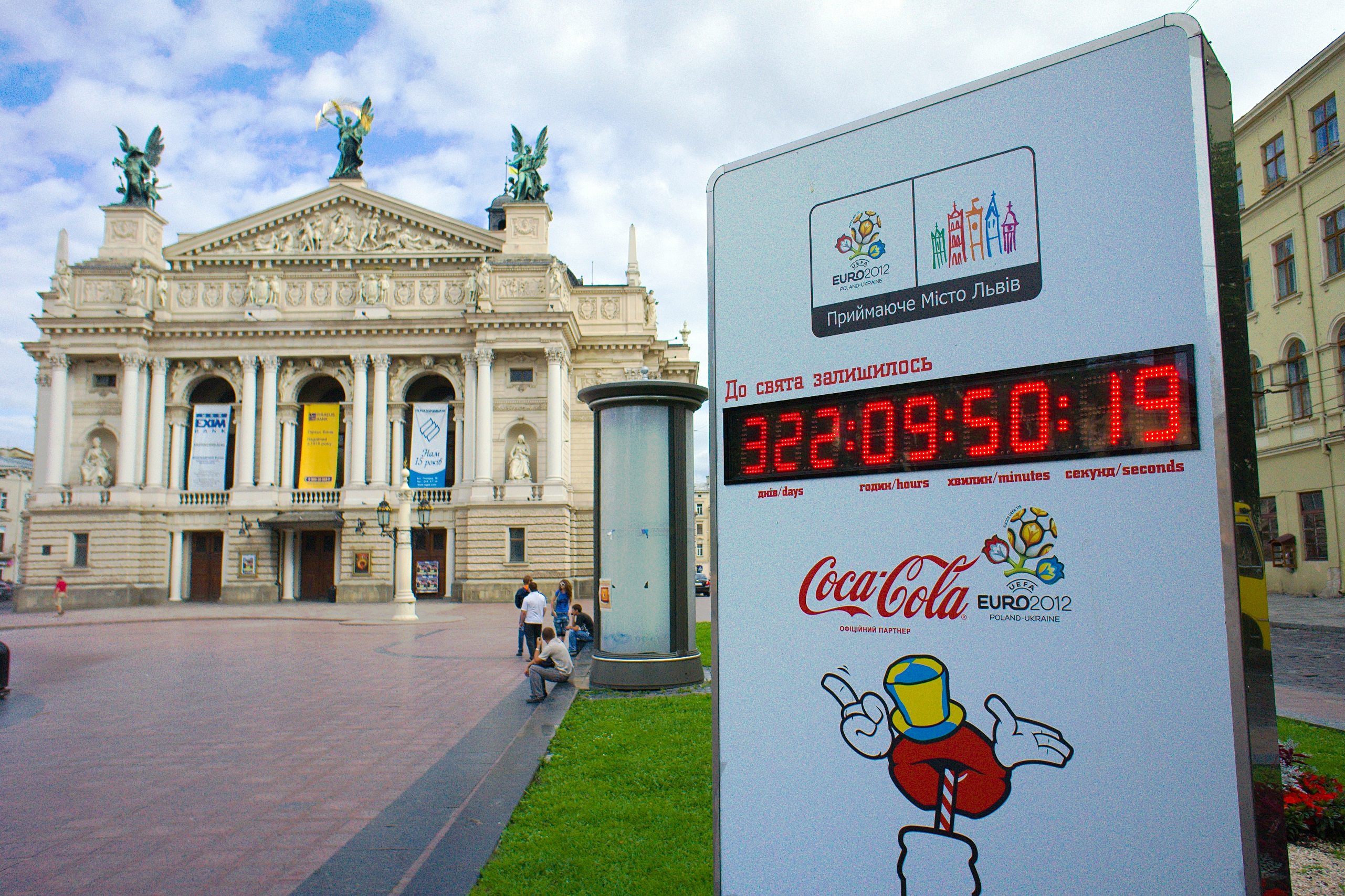
Reloj mostrando la cuenta atrás para el comienzo de la Eurocopa en Leópolis.

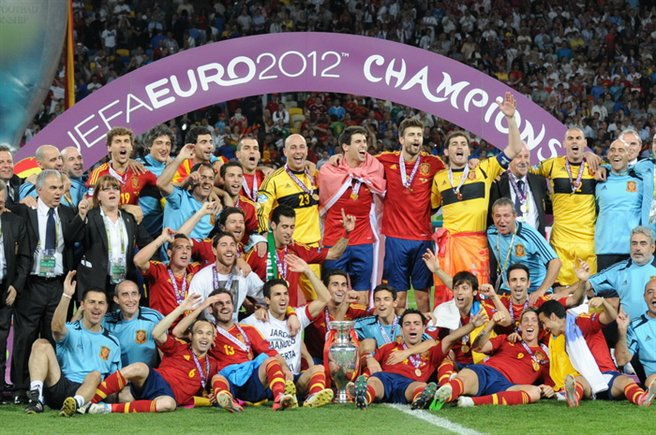
La selección española posa con el trofeo tras ganar la final.

La Eurocopa 2012 (oficialmente, Campeonato Europeo de Fútbol de la UEFA o UEFA EURO 2012™) fue la XIV edición de la Eurocopa, el principal torneo entre selecciones de fútbol europeas organizado por la UEFA. Esta edición del torneo se realizó en Polonia y Ucrania, del 8 de junio al 1 de julio, y coronó a España como tricampeona del continente europeo. Con esa victoria, la selección española se convirtió en la primera en ganar el torneo de forma consecutiva y marcó todo un récord, al ser la primera en ganar, también de forma consecutiva, tres títulos en cuanto se refiere a Eurocopa y Copa Mundial de Fútbol (Eurocopa 2008, Mundial 2010 y Eurocopa 2012). Además, fue la primera Eurocopa que se disputó en Europa del Este desde que se hizo en la antigua Yugoslavia en 1976, y también fue la primera Eurocopa de la historia organizada por dos países con diferentes husos horarios.
El partido inaugural se disputó en el Estadio Nacional de Varsovia el 8 de junio de 2012. Polonia y Grecia empataron 1-1. La final se disputó en el Estadio Olímpico de Kiev el 1 de julio de 2012, cuando España logró ser la vencedora de esta edición al finalizar con un marcador de 4-0 contra Italia, que fue la mayor goleada en una final de la Eurocopa.
El presidente de la UEFA, Michel Platini, anunció la decisión de otorgar la sede a los dos países eslavos el 18 de abril de 2007. En la votación superó a las candidaturas finalistas de Croacia y Hungría y de Italia, de un total de ocho candidaturas originales.
La selección italiana disputó la Copa FIFA Confederaciones 2013 en representación de la UEFA, debido a que España tenía asegurada su presencia como campeona de la Copa Mundial de Fútbol de 2010.

## Organización

### Elección
Polonia y Ucrania se postularon a ser sedes antes del 1 de febrero de 2005 junto a otras siete candidaturas: Azerbaiyán, Croacia y Hungría, Grecia, Italia, Rumania, Rusia y Turquía. Francia, que había evaluado una candidatura, finalmente no la presentó para evitar problemas con la candidatura de París a los Juegos Olímpicos de 2012. El 3 de julio de ese año, la UEFA descartó las candidaturas azerí, rumana y rusa. Las candidatas restantes presentaron sus detalles a través de diversos informes a la UEFA, la cual, con base en ellas, tomó la decisión de reducir el proceso a solo tres candidaturas. El 8 de noviembre de 2005 se excluyó a Grecia y a Turquía.
La candidatura de Polonia y Ucrania se enfrentaba a diversos problemas, ya que ninguno de los dos países había organizado un evento importante de fútbol y tampoco algún evento deportivo internacional como países aliados. Sin embargo, el 85,4 % de los ucranianos y el 66,8 % de los polacos apoyaban la candidatura de sus naciones en el momento de la elección.
La falta de infraestructura necesaria para el desarrollo del torneo fue uno de los principales problemas a los que se enfrentó la candidatura. Ejemplo de ello fue que los delegados de la UEFA manifestaron públicamente su preocupación por el mal estado de la carretera entre Gdansk y Leópolis y que cuatro de los estadios principales aún se mantenían como proyectos a comienzos de 2007. A esto se sumó una grave crisis en el fútbol polaco tras la detención de sesenta árbitros por corrupción y la cancelación de un torneo por el ministro de Deportes. La intervención de la política en temas deportivos ha sido fuertemente sancionada por la FIFA y la Asociación Polaca de Fútbol se arriesgó incluso a la suspensión de sus encuentros internacionales.
Pese a ello, la UEFA eligió a Polonia y Ucrania el 18 de abril de 2007 en la reunión celebrada en Cardiff. E, pues, la tercera vez que organizan el torneo dos países (tras la Eurocopa 2000 en Bélgica y los Países Bajos y la Eurocopa 2008 en Austria y Suiza) y la primera que realiza cada uno de dichos países. Se descartaba así a las otras dos candidaturas finalistas tras una votación resuelta por mayoría absoluta. Los ganadores obtuvieron ocho votos; Italia, que era la gran favorita, solo obtuvo cuatro votos y la otra candidatura conjunta formada por Croacia y Hungría no consiguió ninguno.

### Retrasos en la construcción
En enero de 2008, el presidente de la UEFA Michel Platini hizo un llamamiento a los organizadores en relación con la puesta a punto de los estadios de la Eurocopa. Incluso se llegó a proponer a Escocia como organizador de la Eurocopa 2012 en caso de que Ucrania y Polonia no cumpliesen con los plazos de construcción y mejora de sus infraestructuras, lo cual confirmó más tarde la Asociación Escocesa de Fútbol. Sin embargo, en junio de 2008 la UEFA aseguró que no había «ningún plan B en términos de nuevos países» organizadores. En julio de 2011, a un año de la celebración del torneo, la UEFA organizó una visita de inspección por las sedes de la Eurocopa encabezada por el vicepresidente Gianni Infantino. Tras los avisos anteriores, las autoridades políticas de cada país lograron un avance en la construcción y mejora de los estadios. Los más retrasados, el Olímpico de Kiev y el Estadio de Lviv, se comprometieron a ser inaugurados en octubre de ese mismo año.

### Sedes
| Estadio Nacional de Varsovia | Estadio Municipal |
| Capacidad: 58 580            | Capacidad: 42 837 |
|                              |                   |
| Gdańsk                       | Breslavia         |
| Arena Gdansk                 | Estadio Municipal |
| Capacidad: 41 620            | Capacidad: 43 302 |
|                              |                   |

| Estadio Olímpico  | Estadio Metalist  |
| Capacidad: 70 050 | Capacidad: 40 003 |
|                   |                   |
| Donetsk           | Leópolis          |
| Donbass Arena     | Arena Lviv        |
| Capacidad: 52 187 | Capacidad: 34 915 |
|                   |                   |

Las aprehensiones elevadas ante la elección de Polonia y Ucrania como sedes de la Eurocopa 2012 parecieron tener sustento con el lento avance de las obras respecto a la construcción de los estadios que iban a albergar el evento. A finales de enero de 2008, el presidente de la UEFA Michel Platini, advirtió a los organizadores de los posibles problemas e incluso surgieron rumores respecto a que Escocia podría asumir las responsabilidades en caso de que Polonia y Ucrania no pudiesen completarlas. La primera ministra de Ucrania Yuliya Tymoshenko salió a respaldar a su país y anunció que confiaba en que los proyectos estarían listos a su debido tiempo, pese a que miembros del comité organizador dudaban de que la renovación del Estadio Olímpico de Kiev lo hiciera.Aunque la UEFA mencionó en junio de 2008 que «no existen planes» de realizar la Eurocopa 2012 fuera de Polonia y Ucrania, Platini decidió evaluar la situación en el Congreso Ejecutivo de la UEFA en octubre de 2008. Días antes de dicha reunión, el gobierno polaco suspendió las actividades de la Asociación Polaca de Fútbol (PZPN) y colocó a un administrador interino, ante lo cual la UEFA anunció que dicha intromisión podía provocar la suspensión de su membresía en la FIFA y automáticamente el derecho de organización del evento. Aunque finalmente la situación se resolvió y la UEFA confirmó a ambas sedes, los efectos de la crisis económica de 2008 puso nuevamente en tela de juicio la capacidad de la organización de finalmente completar la infraestructura necesaria, incluso generando dudas a Evhen Chervonenko, director del comité organizador ucraniano, quien mencionó que, aunque los estadios y los aeropuertos estarían en condiciones, la falta de liquidez congeló la construcción del 80 % de los hoteles necesarios para organizar el torneo, además de los problemas económicos que tienen a Ucrania al borde de la bancarrota. Entre otros hechos, el ministro ucraniano de transportes renunció a su cargo por el poco apoyo del Estado a la realización de la Eurocopa en su país.En abril de 2010, el presidente de la UEFA Michel Platini dio un ultimátum de dos meses a Ucrania para que ofrezca garantías de que terminará a tiempo sus preparativos de infraestructuras y estadios para la Eurocopa.
Cada estadio seleccionado albergó tres partidos de la fase de grupos; los de Varsovia y Kiev contaron con el partido de apertura y la final, respectivamente. Ambas ciudades, además, fueron sedes de las semifinales y de dos partidos de cuartos de final y Gdansk y Donetsk fueron las sedes de los otros dos partidos.
También se consideró a los siguientes estadios, pero finalmente no fueron escogidos por la reunión de la UEFA el 13 de mayo de 2009.
| Ciudad         | Población | Estadio                          | Capacidad |
| -------------- | --------- | -------------------------------- | --------- |
| Chorzów        | 116 268   | Estadio de Silesia               | 60 000    |
| Cracovia       | 757 000   | Wisła Stadion                    | 35 000    |
| Dnipropetrovsk | 1 065 000 | Dnipro Arena                     | 31 000    |
| Odesa          | 1 000 583 | Estadio Tsentralnyi-Chernomorets | 34 362    |

### Centros de entrenamiento de los equipos nacionales
Los «campamentos base», también conocidos como «cuarteles», son los lugares de concentración y entrenamiento habituales de las diferentes selecciones durante el campeonato. Estas sedes fueron el destino inicial de todos los equipos a su llegada a Polonia y Ucrania. Los equipos se entrenan y residen en estos lugares durante todo el torneo y viajan para cada partido a la ciudad en la que se celebra.
De una lista inicial de 38 puntos posibles (21 en Polonia y 17 en Ucrania), las federaciones nacionales eligieron sus lugares en 2011, trece en Polonia y tres en Ucrania, en las siguientes ciudades:

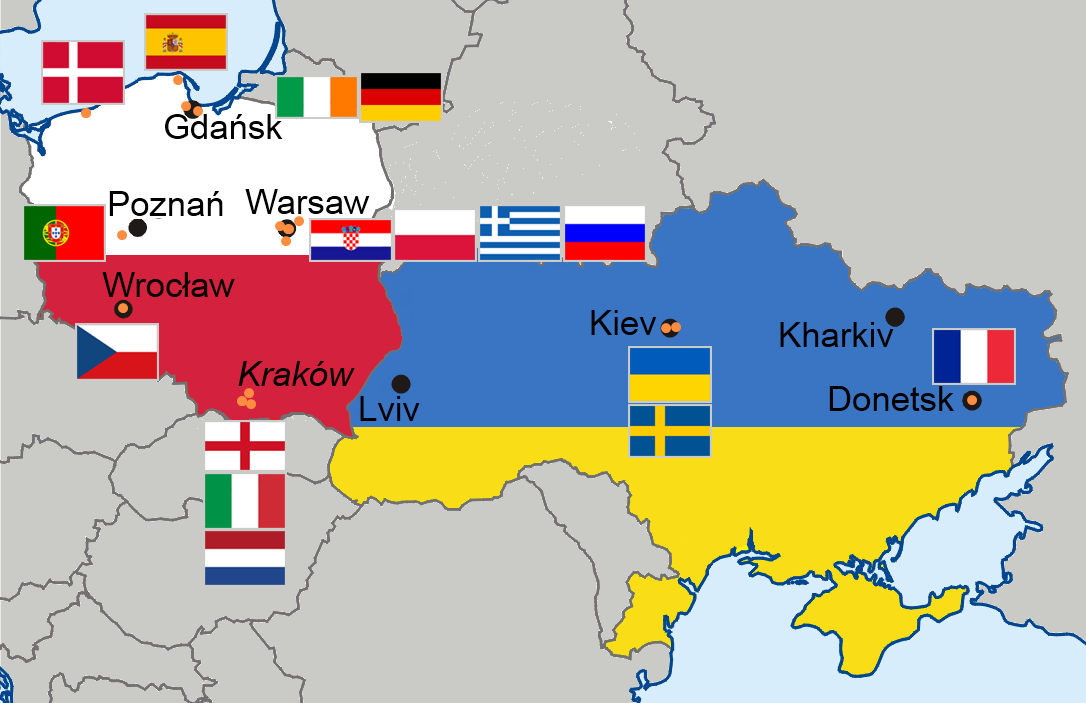
Mapa de los campamentos base de las selecciones en la Eurocopa 2012.

| - Alemania: Gdańsk. - Croacia: Breslavia. - Dinamarca: Kołobrzeg. - España: Gniewino. - Francia: Donetsk. - Grecia: Jachranka. - Inglaterra: Cracovia. - Irlanda: Sopot. - Italia: Cracovia. - Países Bajos: Cracovia. - Polonia: Varsovia. - Portugal: Opalenica. - República Checa: Breslavia. - Rusia: Varsovia. - Suecia: Koncha-Zaspa. - Ucrania: Kiev. |

### Entradas
Las entradas para la Eurocopa 2012 se pusieron a la venta en la primavera de 2011. Hubo entradas para un solo partido y paquetes para cada una de las 16 selecciones participantes. Además, se pusieron a la venta localidades para personas con problemas de visión o que utilicen silla de ruedas. Es posible facilitar la dirección de correo para recibir información sobre el comienzo de la venta de entradas.

### Árbitros
La UEFA convocó a doce árbitros pertenecientes a los países miembros de la UEFA para su desempeño durante la Eurocopa 2012. A cada uno, la UEFA designó a dos asistentes de la misma nacionalidad para así asegurar que el trío de árbitros tenga conocimiento y experiencia entre ellos. La mayoría de los jueces han tenido experiencia en torneos como la Liga de Campeones de la UEFA e incluso algunos participaron en la Copa Mundial de Fútbol de 2010.
| País                        | Árbitro                 | Asistentes               | Asistentes                    | Asistentes adicionales   | Asistentes adicionales |
| --------------------------- | ----------------------- | ------------------------ | ----------------------------- | ------------------------ | ---------------------- |
| Bandera de Alemania         | Wolfgang Stark          | Jan-Hendrik Salver       | Mike Pickel                   | Florian Meyer            | Deniz Aytekin          |
| Bandera de Escocia          | Craig Thomson           | Alasdair Ross            | Derek Rose                    | William Collum           | Euan Norris            |
| Bandera de Eslovenia        | Damir Skomina           | Primož Arhar             | Matej Žunič                   | Matej Jug                | Slavko Vinčić          |
| Bandera de España           | Carlos Velasco Carballo | Roberto Alonso Fernández | Juan Carlos Yuste Jiménez     | David Fernández Borbalán | Carlos Clos Gómez      |
| Bandera de Francia          | Stéphane Lannoy         | Frédéric Cano            | Michaël Annonier              | Fredy Fautrel            | Ruddy Buquet           |
| Bandera de Inglaterra       | Howard Webb             | Michael Mullarkey        | Peter Kirkup                  | Martin Atkinson          | Mark Clattenburg       |
| Bandera de Italia           | Nicola Rizzoli          | Renato Faverani          | Andrea Stefani                | Gianluca Rocchi          | Paolo Tagliavento      |
| Bandera de los Países Bajos | Bjorn Kuipers           | Sander Van Roekel        | Erwin Zeinstra                | Pol van Boekel           | Richard Liesveld       |
| Bandera de Hungría          | Viktor Kassai           | Gábor Erős               | György Ring                   | István Vad               | Tamás Bognar           |
| Bandera de Portugal         | Pedro Proença           | Bertino Cunha Miranda    | Ricardo Jorge Ferreira Santos | Manuel De Sousa          | Duarte Gomes           |
| Bandera de Suecia           | Jonas Eriksson          | Stefan Wittberg          | Mathias Klasenius             | Markus Strömbergsson     | Stefan Johannesson     |
| Bandera de Turquía          | Cüneyt Çakir            | Bahattin Duran           | Tarik Ongun                   | Hüseyin Göcek            | Bülent Yildirim        |

## Clasificación

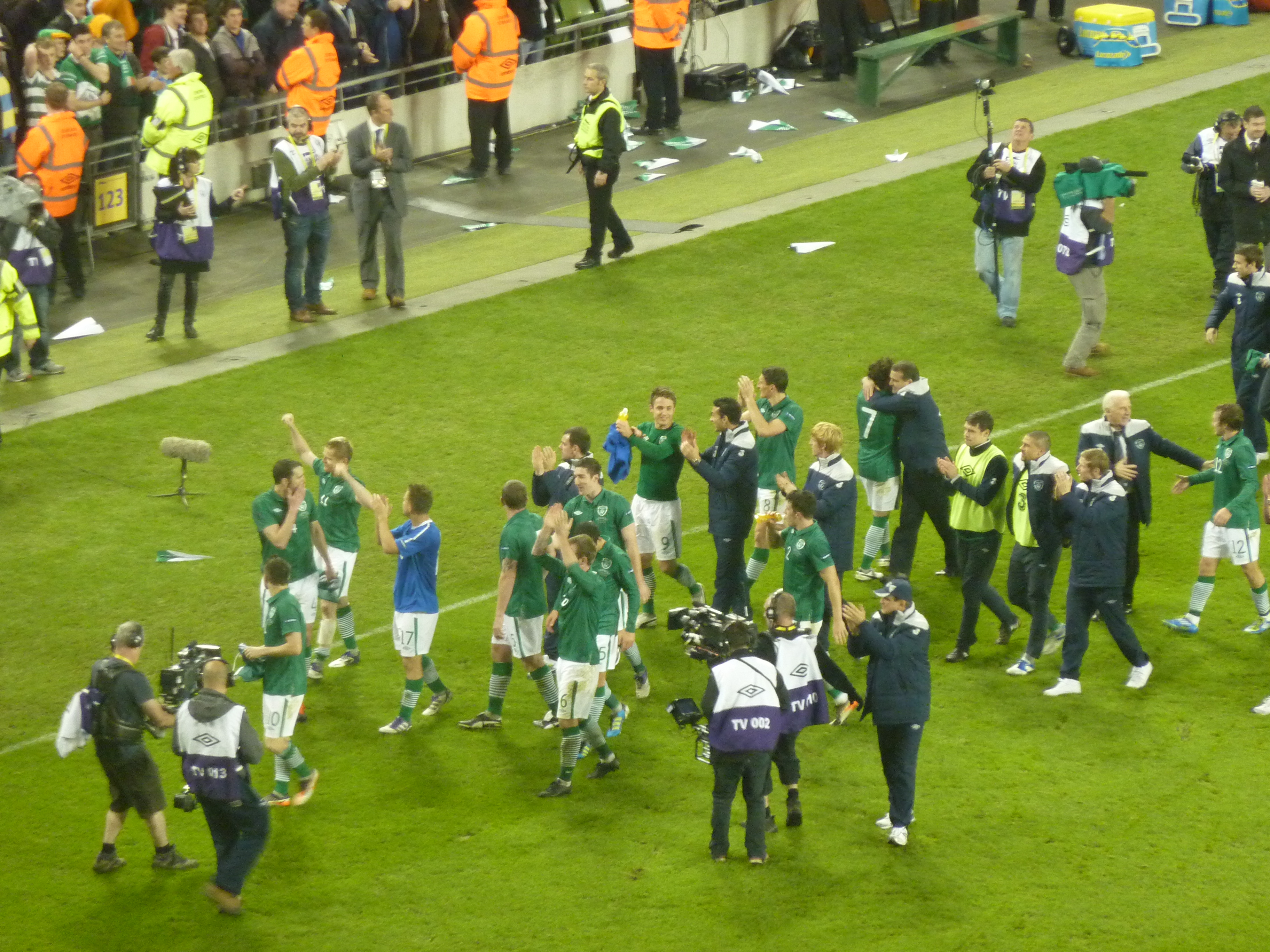
Irlanda contra Estonia

El sorteo se celebró en el Palacio de la Cultura y la Ciencia de Varsovia. Participaron como representantes del fútbol de los dos países organizadores los polacos Zbigniew Boniek y Andrzej Szarmach y los ucranianos Oleg Blojín y Andrei Shevchenko.La competición en los grupos de la clasificación para la Eurocopa 2012 de Polonia y Ucrania empezó el 3 de septiembre de 2010 y finalizó el 11 de octubre de 2011. Los líderes de grupo y el mejor segundo pasaron directamente a la fase final de la Eurocopa 2012, mientras que los ocho segundos restantes se enfrentaron en cuatro duelos de repesca a ida y vuelta, programados para el 11 y el 15 de noviembre de 2011.

## Equipos participantes
En cursiva, equipos debutantes en la Eurocopa:
| Equipos participantes | Equipos participantes | Equipos participantes | Equipos participantes |
| --------------------- | --------------------- | --------------------- | --------------------- |
| Alemania              | Francia               | Italia                | República Checa       |
| Croacia               | Grecia                | Países Bajos          | Rusia                 |
| Dinamarca             | Inglaterra            | Polonia               | Suecia                |
| España                | Irlanda               | Portugal              | Ucrania               |
|                       |                       |                       |                       |

## Sorteo
El sorteo de la fase final de la Eurocopa 2012 se celebró el viernes 2 de diciembre de 2011 en el Palacio de las Artes en Kiev, a las 17:00 UTC (19:00 hora local).Se colocó a Polonia y a Ucrania en el primer bombo de cuatro, junto con la vigente campeona, España, y Países Bajos, de manera que llegará segunda a la Eurocopa, ya que Alemania no le puede alcanzar en el coeficiente UEFA, para el sorteo de la fase final del torneo; de esta manera, estas cuatro selecciones son las que completan el bombo 1. En el 2 se encontraban Alemania e Italia. Los equipos restantes se ordenaron según los coeficientes y se emparejaron en cuatro grupos de cuatro equipos. Los dos primeros de cada grupo accedieron a los cuartos de final. La competición se completó a continuación con sucesivas rondas eliminatorias.
Polonia fue adjudicado en el Grupo A y su sede será Varsovia, en tanto Ucrania fue colocado en el Grupo D y su sede será Kiev.
| Cabezas de Serie                    | Bombo 2                          | Bombo 3                        | Bombo 4                                   |
| ----------------------------------- | -------------------------------- | ------------------------------ | ----------------------------------------- |
| Polonia Ucrania España Países Bajos | Alemania Italia Inglaterra Rusia | Croacia Grecia Suecia Portugal | Dinamarca Francia Irlanda República Checa |

## Desarrollo
Grupo A

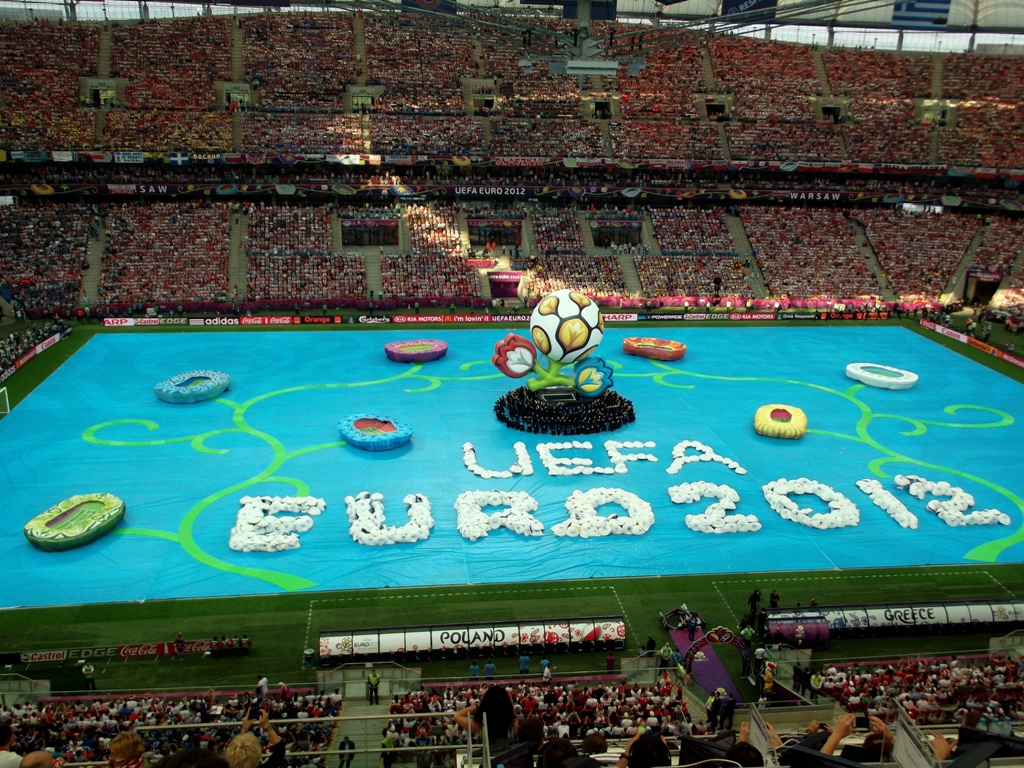
Ceremonia de inauguración antes del partido entre Polonia y Grecia que terminó en empate 1:1.

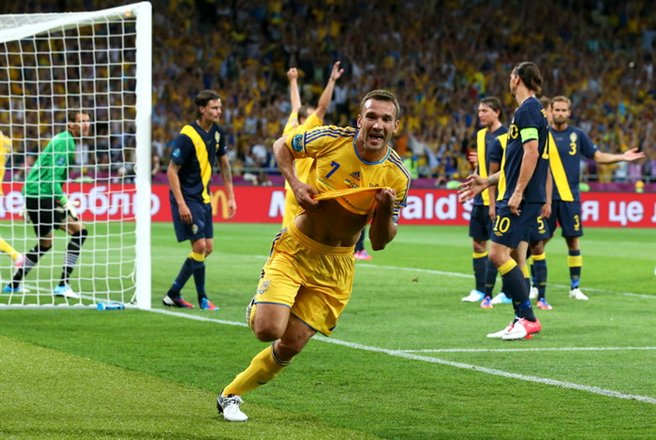
Andriy Shevchenko marca el primer gol de Ucrania ante Suecia en la victoria por 2:1.

Este grupo tuvo como participantes a una de las anfitrionas, Polonia, junto con Grecia, República Checa y Rusia. El partido inaugural se disputó en el Estadio Nacional de Varsovia entre los polacos y los helenos el 8 de junio y finalizó con empate 1-1. Tras golear a República Checa por 4-1, Rusia empató con los locales y Grecia seguía sin ganar tras perder ante los checos. Finalmente Grecia ganó ante Rusia y se clasificó para la siguiente ronda junto a la República Checa, que derrotó a la local Polonia.
Grupo B

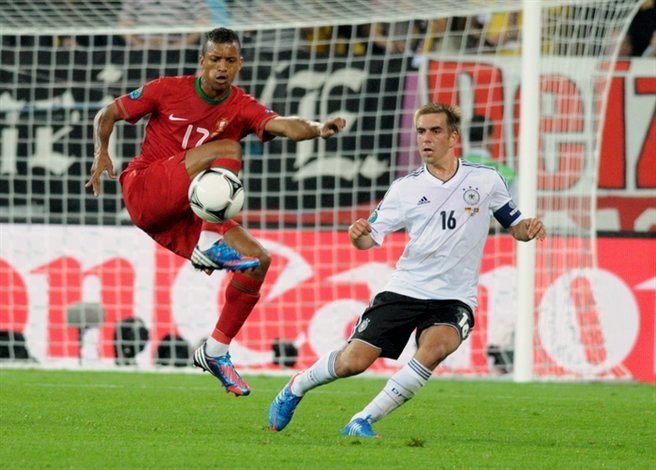
Enfrentamiento entre Alemania y Portugal. En la foto se aprecian a Nani y a Philipp Lahm.

Fue conformado por Países Bajos, Dinamarca, Alemania y Portugal. El primer partido de Grupo fue entre los neerlandeses, vigentes subcampeones del mundo, y Dinamarca, que fue la vencedora del encuentro sorpresivamente por un marcador de 1:0, mientras Alemania derrotó a Portugal. Portugal, comandada por Cristiano Ronaldo, no bajó los brazos y se repuso del tropiezo ante Alemania con dos victorias ante daneses y holandeses, a estos últimos con un doblete del futbolista del Real Madrid. Así Alemania y Portugal pasaron a los cuartos de final del torneo. En cambio, la gran decepción fue Países Bajos que perdió todos sus partidos, aunque se reivindicaría en el Mundial de Brasil.
Grupo C

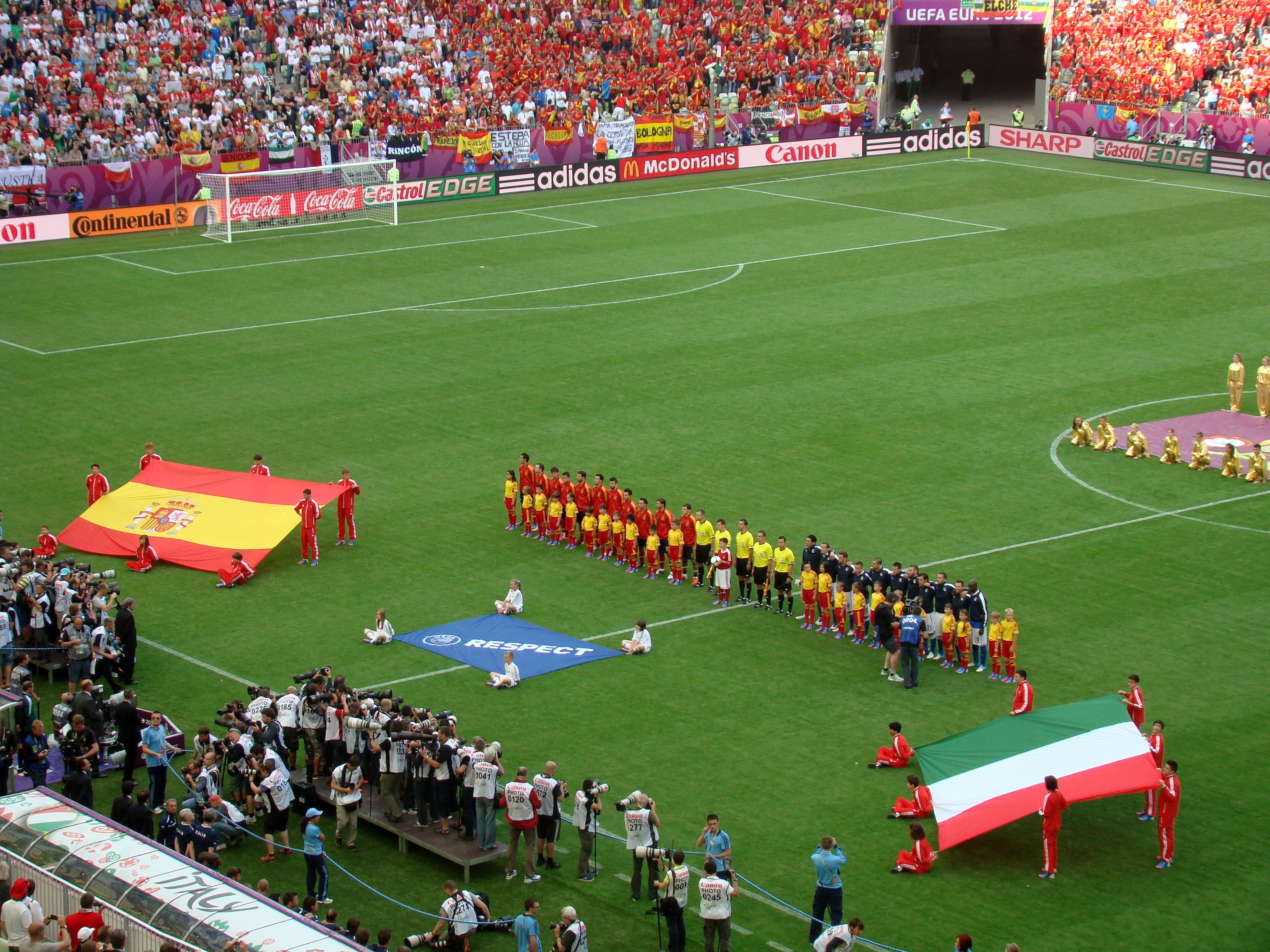
Ceremonia protocolar de himnos en el inicio del partido entre España e Italia.

Fue conformado por la vigente campeona del mundo y favorita, España, la selección italiana, los croatas e Irlanda. El enfrentamiento entre España e Italia dejó muchas expectativas, debido a que dos de las mejores selecciones europeas se enfrentaban en un partido entre la campeona mundial y la decepción del mundial pasado. Pero aun así, las dos selecciones empataron 1:1 en un disputado partido. Tras este desinflado partido, España desataría su ira goleadora pasando por encima a Irlanda por 4:0, pero aun así, si los españoles querían pasar a la siguiente ronda debían vencer sí o sí a Croacia, hecho que sí pasó gracias al gol de Jesús Navas. Mientras tanto, Italia pasó como segundo con 5 puntos tras empatar ante Croacia y vencer a Irlanda, que fue la peor selección del torneo.
Grupo D
Este grupo tuvo como participantes a la otra local, Ucrania, Suecia, Francia e Inglaterra. El grupo inició con derrota de Suecia por 2:1 ante Ucrania, que marcó sus dos goles del partido gracias a su capitán Andriy Shevchenko en el Estadio Olímpico de Kiev. Inglaterra, posteriormente después de empatar frente a Francia, ganó sus dos partidos restantes ante los suecos y los ucranianos. Francia, que venía de hacer una desastrosa participación en el Mundial de 2010, por su parte venció a Ucrania, pero perdió ante los suecos. Esto no impidió que los galos pasaran como segundos de grupo.
Cuartos de Final
Los enfrentamientos de Cuartos fueron los siguientes:
- República Checa - Portugal
- España - Francia
- Alemania - Grecia
- Inglaterra - Italia

El primer partido fue entre la República Checa y Portugal, en el que ambos equipos estuvieron igualados durante la primera mitad. Sin embargo, en la segunda parte Portugal se empezó a acercar más al arco hasta que a los 79 minutos Cristiano Ronaldo marcó el gol que dio a los lusos el pase a la semifinal tras 8 años. Un día más tarde Alemania se mediría ante los campeones de 2004. El partido tuvo un buen dominio alemán, que se tradujo en el primer gol al final del primer tiempo gracias al capitán Philipp Lahm, aunque 10 minutos después de iniciar el segundo tiempo Georgios Samaras empató el partido. A pesar del empate Alemania no se rindió, y en cuestión de 13 minutos los teutones ya marcaron tres goles más gracias a Sami Khedira, Miroslav Klose y Marco Reus. Tras el segundo gol de Grecia por parte de un penalti a falta de un minuto del final de Dimitris Salpingidis, los alemanes pasaron a las semifinales por segunda vez consecutiva. En el siguiente partido España se medía ante una regular Francia en el Donbass Arena de Donetsk. El partido estuvo dominado por España que gracias a un gran doblete de Xabi Alonso a los 19 y 90+1 minutos pasó a la semifinal. Por su parte, el partido entre Inglaterra e Italia se decidió en los penaltis con 4:2 a favor de la «Azzurra».
Semifinales
- Portugal - España
- Alemania - Italia

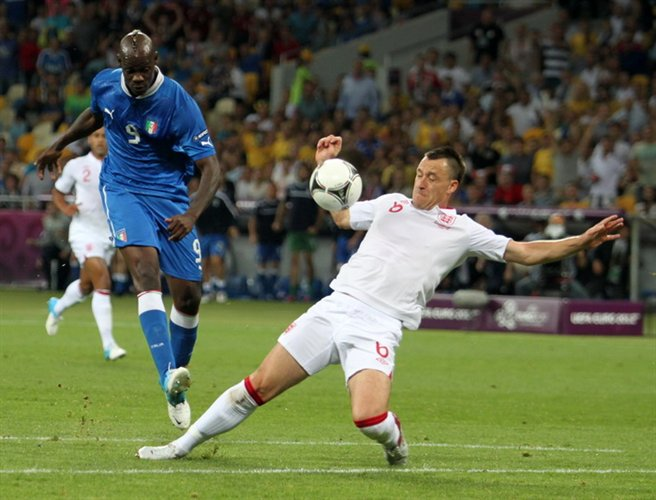
Mario Balotelli y John Terry disputando el balón en el enfrentamiento de cuartos de final entre sus respectivas selecciones.

El primer partido de las semifinales fue entre España y Portugal, en un partido donde la defensa reinó más que la ofensiva y se decidió en la ronda de penaltis. Gracias a las atajadas de Iker Casillas y los aciertos de Iniesta, Piqué, Ramos y Cesc Fábregas, España pasó a su segunda final de Eurocopa consecutiva. Por otro lado, Alemania e Italia se disputaron el otro pase a la final. La estrella de este partido fue un joven Mario Balotelli de 21 años autor de dos goles. Alemania finalmente marcó gracias a Mesut Özil, pero no fue suficiente para evitar que Italia pasara a la final.
Final

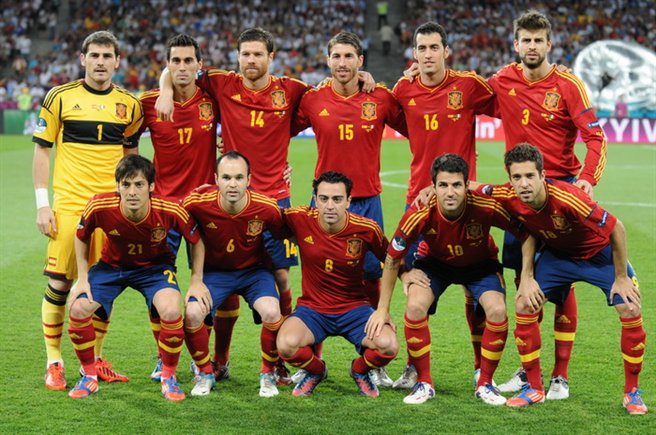
El once titular de "La Roja" en la final del torneo que ganarían por un contundente 4:0.

El 1 de julio de 2012, las selecciones de España e Italia se enfrentaron en la final del Estadio Olímpico de Kiev en un duelo prometedor. Se pensaba que sería un partido parejo por el nivel de las dos selecciones, pero el dominio español fue constante hasta que a los 19 minutos David Silva marcó el primer gol del encuentro. Posteriormente, Jordi Alba extendería el marcador con otro tanto en el minuto 41. En el segundo tiempo la selección italiana mejoró su juego, pero no bastó para frenar el dominio español que permitiría anotar a Fernando Torres a los 84 minutos y sentenciar en el minuto 88 con un gol de Juan Mata, dando el tercer título continental a "La Roja". Torres fue el máximo goleador del campeonato con 3 goles e Iniesta fue elegido mejor jugador de la competición.

## Resultados
Los horarios corresponden a la hora de Polonia, CEST (UTC+2) y Ucrania, EEST (UTC+3).

### Fase de grupos
– Clasificado para los cuartos de final.

#### Grupo A
| Selección       | Pts | PJ | PG | PE | PP | GF | GC | Dif |
| --------------- | --- | -- | -- | -- | -- | -- | -- | --- |
| República Checa | 6   | 3  | 2  | 0  | 1  | 4  | 5  | −1  |
| Grecia          | 4   | 3  | 1  | 1  | 1  | 3  | 3  | 0   |
| Rusia           | 4   | 3  | 1  | 1  | 1  | 5  | 3  | 2   |
| Polonia         | 2   | 3  | 0  | 2  | 1  | 2  | 3  | −1  |

| 8 de junio de 2012, 18:00 | Polonia         | 1:1 (1:0) | Grecia         | Estadio Nacional, Varsovia                                          |                                                                     |
|                           | Lewandowski 17' | Reporte   | Salpigidis 51' | Asistencia: 56 070 espectadores Árbitro(s): Carlos Velasco Carballo | Asistencia: 56 070 espectadores Árbitro(s): Carlos Velasco Carballo |

| 8 de junio de 2012, 20:45 | Rusia                                              | 4:1 (2:0) | República Checa | Estadio Municipal, Breslavia                            |                                                         |
|                           | Dzagoev 15', 79' · Shirokov 24' · Pavlyuchenko 82' | Reporte   | Pilař 52'       | Asistencia: 40 803 espectadores Árbitro(s): Howard Webb | Asistencia: 40 803 espectadores Árbitro(s): Howard Webb |

| 12 de junio de 2012, 18:00 | Grecia    | 1:2 (0:2) | República Checa       | Estadio Municipal, Breslavia                                |                                                             |
|                            | Gekas 53' | Reporte   | Jiráček 3' · Pilař 6' | Asistencia: 41 105 espectadores Árbitro(s): Stéphane Lannoy | Asistencia: 41 105 espectadores Árbitro(s): Stéphane Lannoy |

| 12 de junio de 2012, 20:45 | Polonia            | 1:1 (0:1) | Rusia       | Estadio Nacional, Varsovia                                 |                                                            |
|                            | Błaszczykowski 57' | Reporte   | Dzagoev 37' | Asistencia: 55 920 espectadores Árbitro(s): Wolfgang Stark | Asistencia: 55 920 espectadores Árbitro(s): Wolfgang Stark |

| 16 de junio de 2012, 20:45                                                                               | Grecia           | 1:0 (1:0) | Rusia | Estadio Nacional, Varsovia                                 |                                                            |
| | Karagounis 45+2' | Reporte   |       | Asistencia: 55 614 espectadores Árbitro(s): Jonas Eriksson | Asistencia: 55 614 espectadores Árbitro(s): Jonas Eriksson |
| Grecia clasificó sobre Rusia por haberla derrotado a pesar de que Rusia tenía mejor diferencia de goles. |                  |           |       |                                                            |                                                            |

| 16 de junio de 2012, 20:45 | Polonia | 0:1 (0:29) | República Checa | Estadio Municipal, Breslavia                                        |                                                                     |
|                            |         | Reporte    | Jiráček 72'     | Asistencia: 41 480 espectadores Árbitro(s): Craig Alexander Thomson | Asistencia: 41 480 espectadores Árbitro(s): Craig Alexander Thomson |

#### Grupo B
| Selección    | Pts | PJ | PG | PE | PP | GF | GC | Dif |
| ------------ | --- | -- | -- | -- | -- | -- | -- | --- |
| Alemania     | 9   | 3  | 3  | 0  | 0  | 5  | 2  | 3   |
| Portugal     | 6   | 3  | 2  | 0  | 1  | 5  | 4  | 1   |
| Dinamarca    | 3   | 3  | 1  | 0  | 2  | 4  | 5  | −1  |
| Países Bajos | 0   | 3  | 0  | 0  | 3  | 2  | 5  | −3  |

| 9 de junio de 2012, 19:00 | Países Bajos | 0:1 (0:1) | Dinamarca       | Estadio Metalist, Járkov                                  |                                                           |
|                           |              | Reporte   | Krohn-Dehli 24' | Asistencia: 35 923 espectadores Árbitro(s): Damir Skomina | Asistencia: 35 923 espectadores Árbitro(s): Damir Skomina |

| 9 de junio de 2012, 21:45 | Alemania  | 1:0 (0:0) | Portugal | Arena Lviv, Leópolis                                        |                                                             |
|                           | Gómez 72' | Reporte   |          | Asistencia: 32 990 espectadores Árbitro(s): Stéphane Lannoy | Asistencia: 32 990 espectadores Árbitro(s): Stéphane Lannoy |

| 13 de junio de 2012, 19:00 | Dinamarca         | 2:3 (1:2) | Portugal                            | Arena Lviv, Leópolis                                                |                                                                     |
|                            | Bendtner 41', 80' | Reporte   | Lima 24' · Postiga 36' · Varela 87' | Asistencia: 31 480 espectadores Árbitro(s): Craig Alexander Thomson | Asistencia: 31 480 espectadores Árbitro(s): Craig Alexander Thomson |

| 13 de junio de 2012, 21:45 | Países Bajos   | 1:2 (0:2) | Alemania       | Estadio Metalist, Járkov                                   |                                                            |
|                            | Van Persie 73' | Reporte   | Gómez 24', 38' | Asistencia: 37 750 espectadores Árbitro(s): Jonas Eriksson | Asistencia: 37 750 espectadores Árbitro(s): Jonas Eriksson |

| 17 de junio de 2012, 21:45 | Portugal            | 2:1 (1:1) | Países Bajos      | Estadio Metalist, Járkov                                   |                                                            |
|                            | C. Ronaldo 28', 74' | Reporte   | Van der Vaart 11' | Asistencia: 37 445 espectadores Árbitro(s): Nicola Rizzoli | Asistencia: 37 445 espectadores Árbitro(s): Nicola Rizzoli |

| 17 de junio de 2012, 21:45 | Dinamarca       | 1:2 (1:1) | Alemania                  | Arena Lviv, Leópolis                                                |                                                                     |
|                            | Krohn-Dehli 24' | Reporte   | Podolski 19' · Bender 80' | Asistencia: 32 990 espectadores Árbitro(s): Carlos Velasco Carballo | Asistencia: 32 990 espectadores Árbitro(s): Carlos Velasco Carballo |

#### Grupo C
| Selección | Pts | PJ | PG | PE | PP | GF | GC | Dif |
| --------- | --- | -- | -- | -- | -- | -- | -- | --- |
| España    | 7   | 3  | 2  | 1  | 0  | 6  | 1  | 5   |
| Italia    | 5   | 3  | 1  | 2  | 0  | 4  | 2  | 2   |
| Croacia   | 4   | 3  | 1  | 1  | 1  | 4  | 3  | 1   |
| Irlanda   | 0   | 3  | 0  | 0  | 3  | 1  | 9  | −8  |

| 10 de junio de 2012, 18:00 | España       | 1:1 (0:0) | Italia        | Arena Gdańsk, Gdańsk                                      |                                                           |
|                            | Fàbregas 63' | Reporte   | Di Natale 61' | Asistencia: 38 869 espectadores Árbitro(s): Viktor Kassai | Asistencia: 38 869 espectadores Árbitro(s): Viktor Kassai |

| 10 de junio de 2012, 20:45 | Irlanda       | 1:3 (1:2) | Croacia                         | Estadio Municipal, Poznań                                 |                                                           |
|                            | St Ledger 19' | Reporte   | Mandžukić 3', 48' · Jelavić 43' | Asistencia: 39 550 espectadores Árbitro(s): Bjorn Kuipers | Asistencia: 39 550 espectadores Árbitro(s): Bjorn Kuipers |

| 14 de junio de 2012, 18:00 | Italia    | 1:1 (1:0) | Croacia       | Estadio Municipal, Poznań                               |                                                         |
|                            | Pirlo 39' | Reporte   | Mandžukić 72' | Asistencia: 37 096 espectadores Árbitro(s): Howard Webb | Asistencia: 37 096 espectadores Árbitro(s): Howard Webb |

| 14 de junio de 2012, 20:45 | España                                    | 4:0 (1:0) | Irlanda | Arena Gdańsk, Gdańsk                                      |                                                           |
|                            | Torres 4', 70' · Silva 49' · Fàbregas 83' | Reporte   |         | Asistencia: 39 150 espectadores Árbitro(s): Pedro Proença | Asistencia: 39 150 espectadores Árbitro(s): Pedro Proença |

| 18 de junio de 2012, 20:45 | Croacia | 0:1 (0:0) | España    | Arena Gdańsk, Gdańsk                                       |                                                            |
|                            |         | Reporte   | Navas 88' | Asistencia: 39 076 espectadores Árbitro(s): Wolfgang Stark | Asistencia: 39 076 espectadores Árbitro(s): Wolfgang Stark |

| 18 de junio de 2012, 20:45 | Italia                      | 2:0 (1:0) | Irlanda | Estadio Municipal, Poznań                                |                                                          |
|                            | Cassano 35' · Balotelli 87' | Reporte   |         | Asistencia: 38 794 espectadores Árbitro(s): Cüneyt Çakir | Asistencia: 38 794 espectadores Árbitro(s): Cüneyt Çakir |

#### Grupo D
| Selección  | Pts | PJ | PG | PE | PP | GF | GC | Dif |
| ---------- | --- | -- | -- | -- | -- | -- | -- | --- |
| Inglaterra | 7   | 3  | 2  | 1  | 0  | 5  | 3  | 2   |
| Francia    | 4   | 3  | 1  | 1  | 1  | 3  | 3  | 0   |
| Ucrania    | 3   | 3  | 1  | 0  | 2  | 2  | 4  | −2  |
| Suecia     | 3   | 3  | 1  | 0  | 2  | 5  | 5  | 0   |

| 11 de junio de 2012, 19:00 | Francia   | 1:1 (1:1) | Inglaterra  | Donbass Arena, Donetsk                                     |                                                            |
|                            | Nasri 39' | Reporte   | Lescott 30' | Asistencia: 47 400 espectadores Árbitro(s): Nicola Rizzoli | Asistencia: 47 400 espectadores Árbitro(s): Nicola Rizzoli |

| 11 de junio de 2012, 21:45                                                                                         | Ucrania             | 2:1 (0:0) | Suecia          | Estadio Olímpico, Kiev                                   |                                                          |
| | Shevchenko 55', 62' | Reporte   | Ibrahimović 52' | Asistencia: 64 290 espectadores Árbitro(s): Cüneyt Çakir | Asistencia: 64 290 espectadores Árbitro(s): Cüneyt Çakir |
| Andriy Shevchenko convierte el primer gol de Ucrania en una Eurocopa. Primera victoria de Ucrania en una Eurocopa. |                     |           |                 |                                                          |                                                          |

| 15 de junio de 2012, 19:00 | Ucrania | 0:2 (0:0) | Francia                | Donbass Arena, Donetsk                                    |                                                           |
|                            |         | Reporte   | Ménez 53' · Cabaye 56' | Asistencia: 48 000 espectadores Árbitro(s): Bjorn Kuipers | Asistencia: 48 000 espectadores Árbitro(s): Bjorn Kuipers |

| 15 de junio de 2012, 22:00 | Suecia                            | 2:3 (0:1) | Inglaterra                              | Estadio Olímpico, Kiev                                    |                                                           |
|                            | Johnson 49' (a.g.) · Mellberg 59' | Reporte   | Carroll 23' · Walcott 64' · Welbeck 78' | Asistencia: 64 640 espectadores Árbitro(s): Damir Skomina | Asistencia: 64 640 espectadores Árbitro(s): Damir Skomina |

| 19 de junio de 2012, 21:45 | Suecia                          | 2:0 (0:0) | Francia | Estadio Olímpico, Kiev                                    |                                                           |
|                            | Ibrahimović 54' · Larsson 90+1' | Reporte   |         | Asistencia: 63 010 espectadores Árbitro(s): Pedro Proença | Asistencia: 63 010 espectadores Árbitro(s): Pedro Proença |

| 19 de junio de 2012, 21:45 | Ucrania | 0:1 (0:0) | Inglaterra | Donbass Arena, Donetsk                                    |                                                           |
|                            |         | Reporte   | Rooney 48' | Asistencia: 48 700 espectadores Árbitro(s): Viktor Kassai | Asistencia: 48 700 espectadores Árbitro(s): Viktor Kassai |

### Fase de eliminación
|  | Cuartos de final       | Cuartos de final       |                       |       | Semifinales | Semifinales |  |  | Final | Final |
|  |                        |                        |                       |       |             |             |  |  |       |       |
|  | 21 de junio – Varsovia |                        |                       |       |             |             |  |  |       |       |
|  |                        |                        |                       |       |             |             |  |  |       |       |
|  | República Checa        | 0                      |                       |       |             |             |  |  |       |       |
|  | República Checa        | 0                      | 27 de junio – Donetsk |       |             |             |  |  |       |       |
|  | Portugal               | 1                      |                       |       |             |             |  |  |       |       |
|  | Portugal               | 1                      | Portugal              | 0 (2) |             |             |  |  |       |       |
|  | 22 de junio – Donetsk  |                        | Portugal              | 0 (2) |             |             |  |  |       |       |
|  |                        | España (p.)            | 0 (4)                 |       |             |             |  |  |       |       |
|  | España                 | España (p.)            | 0 (4)                 | 2     |             |             |  |  |       |       |
|  | España                 |                        | 1 de julio – Kiev     | 2     |             |             |  |  |       |       |
|  | Francia                | 0                      |                       |       |             |             |  |  |       |       |
|  | Francia                | 0                      | España                | 4     |             |             |  |  |       |       |
|  | 23 de junio – Gdańsk   |                        | España                | 4     |             |             |  |  |       |       |
|  |                        | Italia                 | 0                     |       |             |             |  |  |       |       |
|  | Alemania               | Italia                 | 0                     | 4     |             |             |  |  |       |       |
|  | Alemania               | 28 de junio – Varsovia |                       | 4     |             |             |  |  |       |       |
|  | Grecia                 | 2                      |                       |       |             |             |  |  |       |       |
|  | Grecia                 | 2                      | Alemania              | 1     |             |             |  |  |       |       |
|  | 24 de junio – Kiev     |                        | Alemania              | 1     |             |             |  |  |       |       |
|  |                        | Italia                 | 2                     |       |             |             |  |  |       |       |
|  | Inglaterra             | Italia                 | 2                     | 0 (2) |             |             |  |  |       |       |
|  | Inglaterra             |                        |                       | 0 (2) |             |             |  |  |       |       |
|  | Italia (p.)            | 0 (4)                  |                       |       |             |             |  |  |       |       |
|  | Italia (p.)            | 0 (4)                  |                       |       |             |             |  |  |       |       |

#### Cuartos de final
| 21 de junio de 2012, 20:45 | República Checa | 0:1 (0:0) | Portugal       | Estadio Nacional, Varsovia                              |                                                         |
|                            |                 | Reporte   | C. Ronaldo 79' | Asistencia: 55 590 espectadores Árbitro(s): Howard Webb | Asistencia: 55 590 espectadores Árbitro(s): Howard Webb |

| 22 de junio de 2012, 20:45 | Alemania                                      | 4:2 (1:0) | Grecia                              | Arena Gdańsk, Gdańsk                                      |                                                           |
|                            | Lahm 39' · Khedira 61' · Klose 68' · Reus 74' | Reporte   | Samaras 55' · Salpigidis 89' (pen.) | Asistencia: 38 751 espectadores Árbitro(s): Damir Skomina | Asistencia: 38 751 espectadores Árbitro(s): Damir Skomina |

| 23 de junio de 2012, 21:45 | España                   | 2:0 (1:0) | Francia | Donbass Arena, Donetsk                                     |                                                            |
|                            | Alonso 19', 90+1' (pen.) | Reporte   |         | Asistencia: 47 000 espectadores Árbitro(s): Nicola Rizzoli | Asistencia: 47 000 espectadores Árbitro(s): Nicola Rizzoli |

| 24 de junio de 2012, 21:45 | Inglaterra                      | 0:0 (t. s.)(2:4 p.)        | Italia                                              | Estadio Olímpico, Kiev                                    |                                                           |
|                            |                                 | Reporte                    |                                                     | Asistencia: 64 340 espectadores Árbitro(s): Pedro Proença | Asistencia: 64 340 espectadores Árbitro(s): Pedro Proença |
|                            |                                 | Tiros desde el punto penal |                                                     |                                                           |                                                           |
|                            | Gerrard · Rooney · Young · Cole |                            | Balotelli · Montolivo · Pirlo · Nocerino · Diamanti |                                                           |                                                           |

#### Semifinales
| 27 de junio de 2012, 21:45 | Portugal                       | 0:0 (t. s.)(2:4 p.)        | España                                      | Donbass Arena, Donetsk                                   |                                                          |
|                            |                                | Reporte                    |                                             | Asistencia: 48 000 espectadores Árbitro(s): Cüneyt Çakir | Asistencia: 48 000 espectadores Árbitro(s): Cüneyt Çakir |
|                            |                                | Tiros desde el punto penal |                                             |                                                          |                                                          |
|                            | Moutinho · Pepe · Nani · Alves |                            | Alonso · Iniesta · Piqué · Ramos · Fàbregas |                                                          |                                                          |

| 28 de junio de 2012, 20:45 | Alemania          | 1:2 (0:2) | Italia             | Estadio Nacional, Varsovia                                  |                                                             |
|                            | Özil 90+2' (pen.) | Reporte   | Balotelli 20', 36' | Asistencia: 55 540 espectadores Árbitro(s): Stéphane Lannoy | Asistencia: 55 540 espectadores Árbitro(s): Stéphane Lannoy |

#### Final
| 1 de julio de 2012, 21:45 | España                                       | 4:0 (2:0) | Italia | Estadio Olímpico, Kiev                                    |                                                           |
|                           | Silva 14' · Alba 41' · Torres 84' · Mata 88' | Reporte   |        | Asistencia: 63 171 espectadores Árbitro(s): Pedro Proença | Asistencia: 63 171 espectadores Árbitro(s): Pedro Proença |

|                   |
| Bandera de España |
| Campeón España    |
| 3.er título       |

## Estadísticas

### Clasificación general
Nota: las tablas de rendimiento no reflejan la clasificación final de los equipos, sino que muestran el rendimiento de los mismos atendiendo a la ronda final alcanzada.

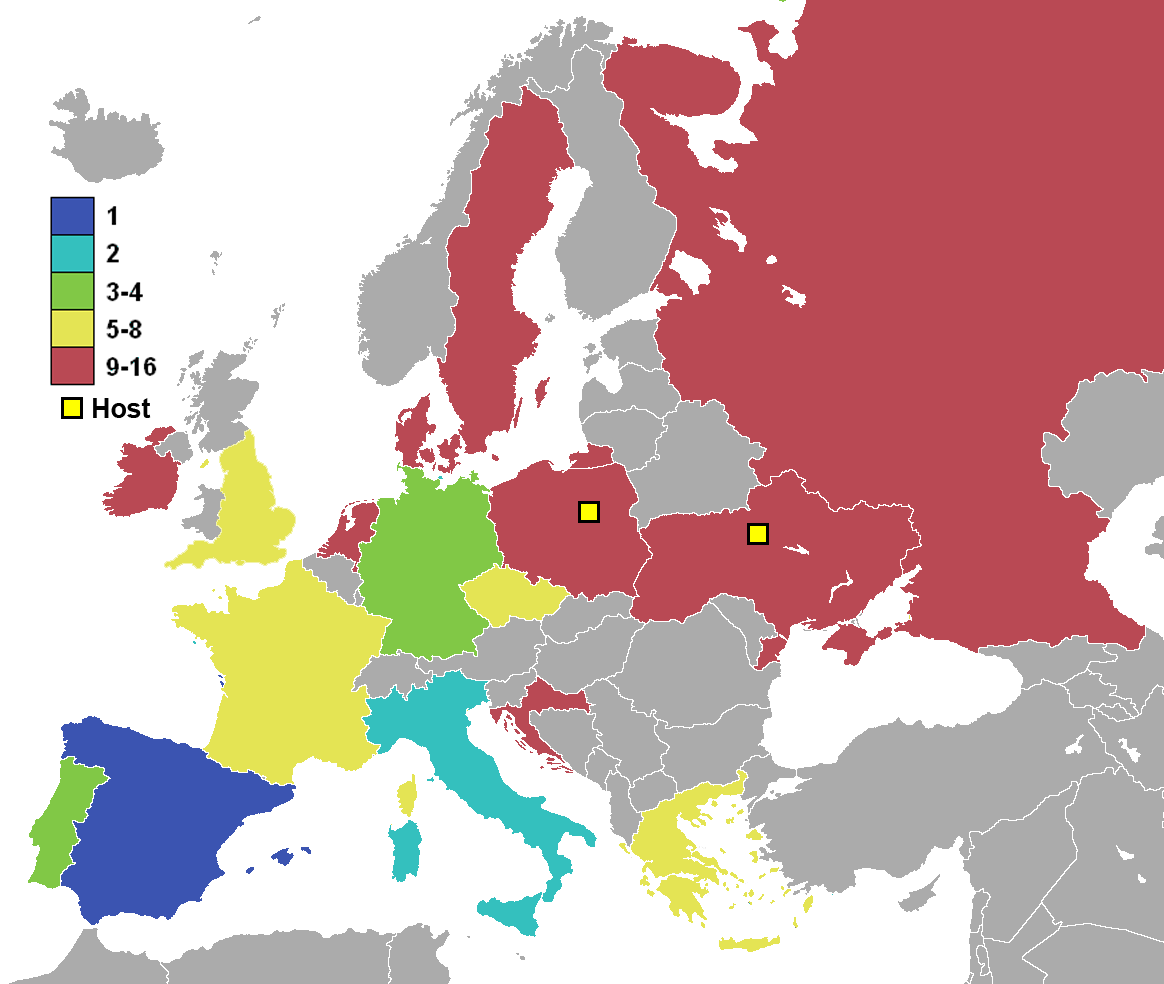
Mapa según los resultados del torneo.

| Pos. | Selección       | Pts | PJ | PG | PE | PP | GF | GC | Dif. | Rend.  |
| ---- | --------------- | --- | -- | -- | -- | -- | -- | -- | ---- | ------ |
| 1    | España          | 14  | 6  | 4  | 2  | 0  | 12 | 1  | 11   | 77.78% |
| 2    | Italia          | 9   | 6  | 2  | 3  | 1  | 6  | 7  | −1   | 50%    |
| 3    | Alemania        | 12  | 5  | 4  | 0  | 1  | 10 | 6  | 4    | 80%    |
| 4    | Portugal        | 10  | 5  | 3  | 1  | 1  | 6  | 4  | 2    | 66.67% |
| 5    | Inglaterra      | 8   | 4  | 2  | 2  | 0  | 5  | 3  | 2    | 66.67% |
| 6    | República Checa | 6   | 4  | 2  | 0  | 2  | 4  | 6  | −2   | 50%    |
| 7    | Grecia          | 4   | 4  | 1  | 1  | 2  | 5  | 7  | −2   | 33.33% |
| 8    | Francia         | 4   | 4  | 1  | 1  | 2  | 3  | 5  | −2   | 33.33% |
| 9    | Rusia           | 4   | 3  | 1  | 1  | 1  | 5  | 3  | 2    | 44.44% |
| 10   | Croacia         | 4   | 3  | 1  | 1  | 1  | 4  | 3  | 1    | 44.44% |
| 11   | Dinamarca       | 3   | 3  | 1  | 0  | 2  | 4  | 5  | −1   | 33.33% |
| 12   | Ucrania         | 3   | 3  | 1  | 0  | 2  | 2  | 4  | −2   | 33.33% |
| 13   | Suecia          | 3   | 3  | 1  | 0  | 2  | 5  | 5  | 0    | 33.33% |
| 14   | Polonia         | 2   | 3  | 0  | 2  | 1  | 2  | 3  | −1   | 22.22% |
| 15   | Países Bajos    | 0   | 3  | 0  | 0  | 3  | 2  | 5  | −3   | 0%     |
| 16   | Irlanda         | 0   | 3  | 0  | 0  | 3  | 1  | 9  | −8   | 0%     |

### Asistencias
| Jugador                | Selección  | Asistencias | Minutos |
| ---------------------- | ---------- | ----------- | ------- |
| Andréi Arshavin        | Rusia      | 3           | 270     |
| Steven Gerrard         | Inglaterra | 3           | 390     |
| David Silva            | España     | 3           | 411     |
| Mesut Özil             | Alemania   | 3           | 438     |
| Sebastian Larsson      | Suecia     | 2           | 248     |
| Karim Benzema          | Francia    | 2           | 346     |
| Bastian Schweinsteiger | Alemania   | 2           | 450     |
| Nani                   | Portugal   | 2           | 470     |
| João Moutinho          | Portugal   | 2           | 480     |
| Xavi Hernández         | España     | 2           | 536     |
| Andrea Pirlo           | Italia     | 2           | 570     |

### Sancionados
Los siguientes jugadores han sido suspendidos por acumulación de tarjetas amarillas, por doble amarilla o por roja directa:
| Jugador                   | Partido                                                       | Sanción                                               |
| ------------------------- | ------------------------------------------------------------- | ----------------------------------------------------- |
| Wayne Rooney              | en la fase clasificatoria vs. Montenegro                      | Dos partidos de suspensión, frente a Francia y Suecia |
| Sokratis Papastathopoulos | en el grupo A vs. Polonia                                     | Partido de suspensión frente a República Checa        |
| Wojciech Szczęsny         | en el grupo A vs. Grecia                                      | Partido de suspensión frente a Rusia                  |
| Jérôme Boateng            | en el grupo B vs. Portugal · en el grupo B vs. Países Bajos   | Partido de suspensión frente a Dinamarca              |
| Giorgos Karagounis        | en el grupo A vs. Polonia · en el grupo A vs. Rusia           | Cuartos de final frente a Alemania                    |
| José Holebas              | en el grupo A vs. Polonia · en el grupo A vs. Rusia           | Cuartos de final frente a Alemania                    |
| Philippe Mexès            | en el grupo D vs. Ucrania · en el grupo D vs. Suecia          | Cuartos de final frente a España                      |
| Christian Maggio          | en el grupo C vs. España · en cuartos de final vs. Inglaterra | Semifinal frente a Alemania                           |

### Lesionados de larga duración
| Jugador             | Partido                                   | Lesión                                |
| ------------------- | ----------------------------------------- | ------------------------------------- |
| Avraam Papadopoulos | en el grupo A vs. Polonia                 | Rotura del Ligamento cruzado anterior |
| Hélder Postiga      | Cuartos de final frente a República Checa | Bíceps femoral                        |

## Premios y reconocimientos

### Goleadores

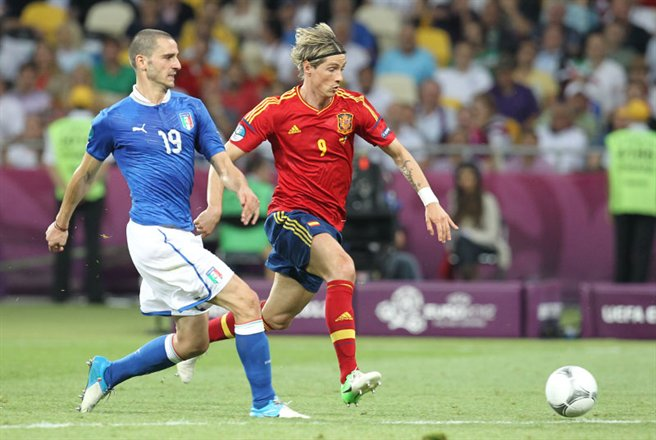
Fernando Torres, Bota de Oro del torneo.

- Fuente:[27][28]

3 goles
- Mario Mandžukić
- Mario Gómez
- Mario Balotelli
- Cristiano Ronaldo
- Alan Dzagoev
- Fernando Torres

2 goles
- Petr Jiráček
- Václav Pilař
- Nicklas Bendtner
- Michael Krohn-Dehli
- Dimitris Salpingidis
- Xabi Alonso
- Cesc Fàbregas
- David Silva
- Zlatan Ibrahimović
- Andriy Shevchenko

1 gol
- Nikica Jelavić
- Andy Carroll
- Joleon Lescott
- Wayne Rooney
- Theo Walcott
- Danny Welbeck
- Yohan Cabaye
- Jérémy Ménez
- Samir Nasri
- Lars Bender
- Sami Khedira
- Miroslav Klose
- Philipp Lahm
- Mesut Özil
- Lukas Podolski
- Marco Reus
- Theofanis Gekas
- Giorgos Karagounis
- Georgios Samaras
- Antonio Cassano
- Antonio Di Natale
- Andrea Pirlo
- Rafael van der Vaart
- Robin van Persie
- Jakub Błaszczykowski
- Robert Lewandowski
- Pepe
- Hélder Postiga
- Silvestre Varela
- Sean St Ledger
- Roman Pavlyuchenko
- Roman Shirokov
- Jordi Alba
- Juan Mata
- Jesús Navas
- Sebastian Larsson
- Olof Mellberg

Autogol
- Glen Johnson (ante Suecia)

### Premio Castrol EDGE Index

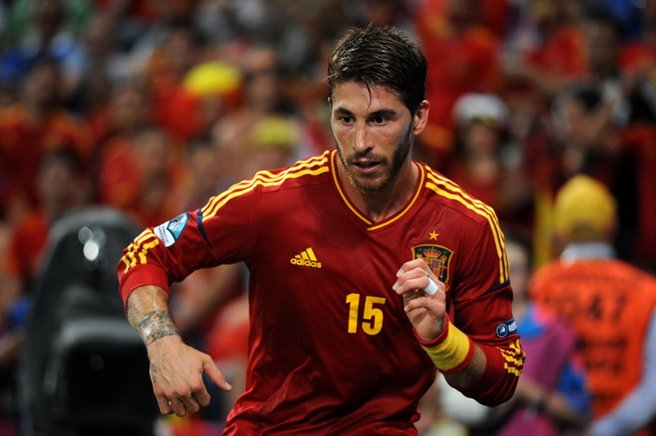
Sergio Ramos, ganador del Premio Castrol EDGE Index.

Los mejores futbolistas del índice Castrol EDGE de la Eurocopa 2012 fueron los siguientes:
| Jugador           | Selección | Puntos |
| ----------------- | --------- | ------ |
| Sergio Ramos      | España    | 9.68   |
| Cristiano Ronaldo | Portugal  | 9.61   |
| Gerard Piqué      | España    | 9.54   |
| Xabi Alonso       | España    | 9.48   |
| Andrés Iniesta    | España    | 9.43   |
| Jordi Alba        | España    | 9.38   |
| Álvaro Arbeloa    | España    | 9.33   |
| Pepe              | Portugal  | 9.29   |
| Sergio Busquets   | España    | 9.25   |
| Claudio Marchisio | Italia    | 9.21   |

### Jugador del partido
Tras cada partido disputado, se eligió un jugador como el mejor del encuentro. Para determinar al ganador del «Premio Carlsberg Jugador del Partido», se abrió una votación en el sitio oficial del torneo para ser luego contabilizada por el Grupo de Estudios Técnicos de la UEFA.
| Fase de grupos - Fecha 1 | Fase de grupos - Fecha 1 | Fase de grupos - Fecha 2 | Fase de grupos - Fecha 2 | Fase de grupos - Fecha 3 | Fase de grupos - Fecha 3 | Cuartos de final, Semifinales y Final | Cuartos de final, Semifinales y Final |
| Jugador                  | Partido                  | Jugador                  | Partido                  | Jugador                  | Partido                  | Jugador                               | Partido                               |
| ------------------------ | ------------------------ | ------------------------ | ------------------------ | ------------------------ | ------------------------ | ------------------------------------- | ------------------------------------- |
| Robert Lewandowski       | 1:1                      | Václav Pilař             | 1:2                      | Giorgos Karagounis       | 1:0                      | Cristiano Ronaldo                     | 0:1                                   |
| Alan Dzagoev             | 4:1                      | Jakub Błaszczykowski     | 1:1                      | Petr Jiráček             | 1:0                      | Mesut Özil                            | 4:2                                   |
| Michael Krohn-Dehli      | 0:1                      | Pepe                     | 2:3                      | Cristiano Ronaldo        | 2:1                      | Xabi Alonso                           | 2:0                                   |
| Mesut Özil               | 1:0                      | Mario Gómez              | 1:2                      | Lukas Podolski           | 1:2                      | Andrea Pirlo                          | 0:0                                   |
| Andrés Iniesta           | 1:1                      | Andrea Pirlo             | 1:1                      | Andrés Iniesta           | 0:1                      | Sergio Ramos                          | 0:0                                   |
| Mario Mandžukić          | 1:3                      | Fernando Torres          | 4:0                      | Andrea Pirlo             | 2:0                      | Antonio Cassano                       | 1:2                                   |
| Samir Nasri              | 1:1                      | Franck Ribéry            | 0:2                      | Zlatan Ibrahimović       | 2:0                      | Andrés Iniesta                        | 4:0                                   |
| Andriy Shevchenko        | 2:1                      | Olof Mellberg            | 2:3                      | Steven Gerrard           | 1:0                      |                                       |                                       |

### Jugador y equipo ideal del torneo
El Grupo de Estudios Técnicos de la UEFA eligió, tras el fin del campeonato, al equipo ideal compuesto por los 23 mejores jugadores según su posición en el campo de juego. España fue el equipo con más jugadores seleccionados con diez. Tras el equipo campeón, la finalista Italia y la semifinalista Alemania obtuvieron 4 nominaciones, seguida por Portugal con 3, y Suecia e Inglaterra con solo 1.
Además, el Grupo de Estudios Técnicos eligió también al Mejor Jugador del Torneo, que fue el mediocampista español Andrés Iniesta.

#### Equipo ideal
De entre los 23 seleccionados, se eligió finalmente al equipo ideal del torneo formado por once integrantes.

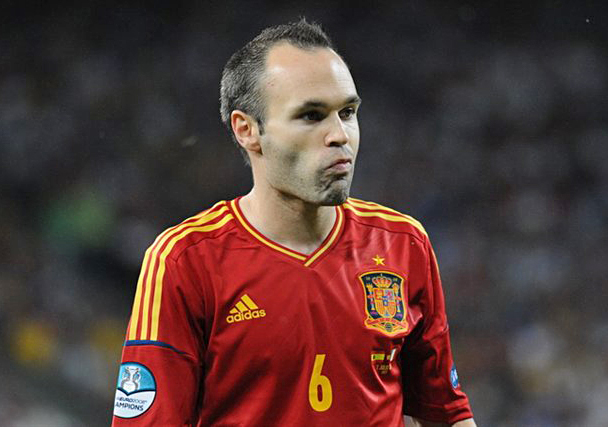
Andrés Iniesta, elegido mejor jugador del torneo.

| Porteros                                    | Defensas                                                              | Centrocampistas | Delanteros                                                                     |
| ------------------------------------------- | --------------------------------------------------------------------- | --- | ------------------------------------------------------------------------------ |
| Gianluigi Buffon Iker Casillas Manuel Neuer | Philipp Lahm Gerard Piqué Pepe Sergio Ramos Jordi Alba Fábio Coentrão | Daniele De Rossi Steven Gerrard Xavi Hernández Andrés Iniesta Sami Khedira Sergio Busquets Mesut Özil Andrea Pirlo Xabi Alonso | Mario Balotelli Cesc Fàbregas Cristiano Ronaldo Zlatan Ibrahimović David Silva |

| Portero       | Defensas                                    | Centrocampistas                                         | Delanteros                        |
| ------------- | ------------------------------------------- | ------------------------------------------------------- | --------------------------------- |
| Iker Casillas | Fábio Coentrão Sergio Ramos Pepe Jordi Alba | Sami Khedira Andrés Iniesta Andrea Pirlo Xavi Hernández | Mario Balotelli Cristiano Ronaldo |

#### Equipo ideal de los aficionados
La UEFA estableció un sistema de votos para que los aficionados eligieran al once y al entrenador ideal a través de su Web. La UEFA establecía una serie de jugadores por puesto específico en el campo y los aficionados elegían a un jugador en cada uno de esos puestos. Tras elegir a los once jugadores y al entrenador, los aficionados también debía de elegir al capitán del equipo. Los candidatos a mejor portero fueron Iker Casillas, Manuel Neuer y Przemysław Tytoń. Los candidatos a mejor lateral izquierdo fueron Ashley Cole, Philipp Lahm y Jordi Alba. Los candidatos a los dos puestos de central fueron Joleon Lescott, Daniel Agger, Sergio Ramos, Pepe, Mats Hummels y Kyriakos Papadopoulos. Los candidatos a lateral derecho fueron Mathieu Debuchy, Vassilis Torossidis y Theodor Gebre Selassie. Los candidatos a interior izquierdo fueron Michael Krohn-Dehli, David Silva y Václav Pilař. Los candidatos a mediocentro fueron Giorgos Karagounis, Steven Gerrard y João Moutinho. Los candidatos a interior derecho fueron Jakub Błaszczykowski, Alan Dzagoev y Petr Jiráček. Los candidatos a mediapunta fueron Andrea Pirlo, Andrés Iniesta y Bastian Schweinsteiger. Los candidatos para los dos puestos de delanteros fueron Andriy Shevchenko, Antonio Cassano, Zlatan Ibrahimović, Mario Gómez, Cristiano Ronaldo y Mario Mandžukić. Los candidatos a mejor entrenador fueron Roy Hodgson, Joachim Löw y Fernando Santos. El mejor once y entrenador elegido fue el siguiente:
| Portero                   | Defensas                                                               | Centrocampistas                                                              | Delanteros                                | Entrenador        |
| ------------------------- | ---------------------------------------------------------------------- | ---------------------------------------------------------------------------- | ----------------------------------------- | ----------------- |
| Iker Casillas (CAP) (69%) | Philipp Lahm (56%) Sergio Ramos (32%) Pepe (35%) Mathieu Debuchy (49%) | David Silva (75%) Steven Gerrard (56%) Andrea Pirlo (45%) Alan Dzagoev (59%) | Cristiano Ronaldo (43%) Mario Gómez (31%) | Joachim Löw (70%) |

## Símbolos y mercadeo

### Slavek y Slavko, las mascotas

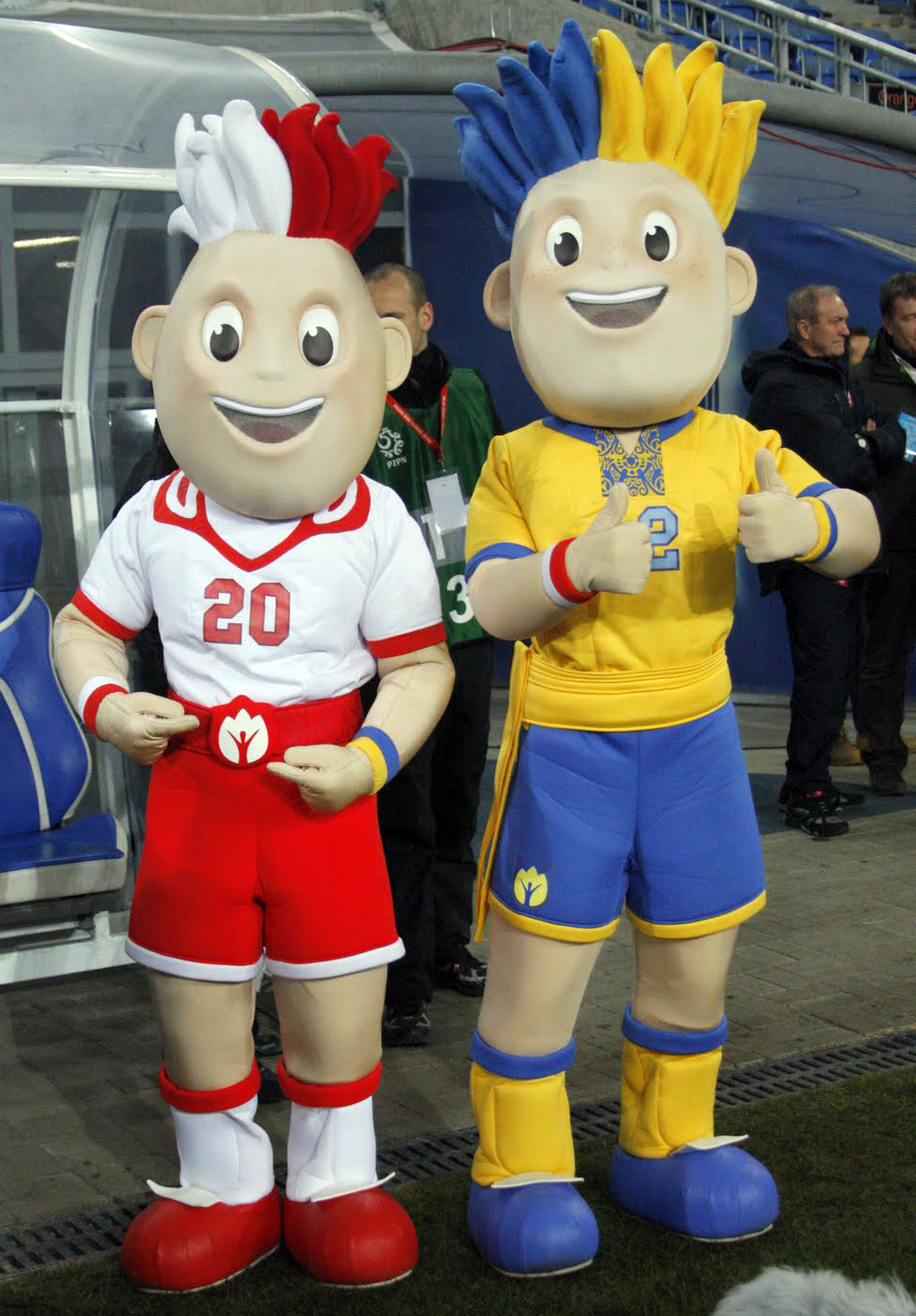
Las mascotas del torneo, Slavek y Slavko.

La mascotas oficiales del campeonato —Slavek y Slavko— se presentaron el 16 de noviembre de 2010 a las 11:00 en el Teatro Polaco de Varsovia. La empresa del diseño y desarrollo responsable es Warner Bros. Los personajes son gemelos, un polaco y un ucraniano vestidos con las equipaciones de fútbol con los colores de sus equipos nacionales.
Los nombres de las mascotas, como en el caso de la Eurocopa 2008, fueron elegidos por los aficionados de todo el mundo a partir de tres preselecciones propuestas de la UEFA y los Comités Organizadores locales. El voto podía realizarse a través del sitio oficial de la UEFA, los restaurantes McDonald's en Polonia y Ucrania, o en las ocho ciudades anfitrionas de la Eurocopa 2012. La votación tuvo lugar entre el 16 de noviembre al 3 de diciembre de 2010. El resultado fue anunciado al día siguiente de concluir la votación en Kiev. La propuesta ganadora recibió el 56 % de los votos; Strimko-Siemko, el 29; y Klemek-Ladko, el 15 %. En la votación tomaron parte 39 223 personas.

### Patrocinio
El proceso de patrocinio para la Eurocopa 2012 inició en abril de 2009 como parte del curso para entregar las licencias y patrocinios de los torneos UEFA de selecciones nacionales comprendidos en el periodo 2010 a 2017. Este proceso se llevó a cabo bajo el programa comercial UEFA EUROTOP que es un concepto de marketing diseñado para ofrecer a los socios más importantes de la UEFA un paquete exclusivo de derechos a nivel global en varias competiciones de selecciones nacionales como son la Eurocopa, la Eurocopa Sub-21, la Eurocopa Femenina y la Eurocopa de Fútbol Sala. La división comercial de la UEFA (UEFA Marketing and Media Management) fue la que estuvo encargada de gestionar el patrocinio de la Eurocopa 2012. Según el acuerdo alcanzado con la UEFA los patrocinadores del torneo fueron divididos en dos categorías: Patrocinadores globales y Patrocinadores nacionales.
La UEFA programó no tener más de diez patrocinadores globales, seis de los cuales tuvieron de manera garantizada el paquete de derechos de la UEFA EUROTOP. Respecto a los patrocinadores nacionales se programó tener hasta cuatro de ellos por país anfitrión, sin embargo, solo tres empresas de Ucrania y tres de Polonia obtuvieron los derechos totalizando seis patrocinadores nacionales.

### Canción oficial
La canción oficial de la Eurocopa 2012 fue "Endless Summer" de la cantante alemana Oceana. Fue lanzada el 4 de mayo del 2012.

#### Patrocinadores globales
Los patrocinadores globales tienen los derechos de patrocinio de la Eurocopa 2012 a nivel mundial.
- Adidas: En septiembre de 2009 Adidas y la UEFA anunciaron la extensión de su relación de patrocinio bajo el programa EUROTOP hasta el año 2017, este acuerdo incluyó, entre otros torneos de selecciones nacionales de la UEFA, la Eurocopa 2012 y la Eurocopa 2016 que se realizará en Francia. La marca deportiva se encargó de equipar a los árbitros, recoge bolas y voluntarios de la Eurocopa.[38]
- Coca-Cola: en febrero de 2010, durante una ceremonia que tuvo lugar en el Palacio de la Cultura y la Ciencia de Varsovia, Polonia, Coca-Cola y la UEFA anunciaron la ampliación de su acuerdo de patrocinio bajo el programa EUROTOP hasta el año 2020, este acuerdo incluyó, entre otros torneos de selecciones nacionales de la UEFA, la Eurocopa 2012, la Eurocopa 2016 que se realizó en Francia, la Eurocopa 2020 que se realizará en 12 ciudades de Europa. La marca de refrescos es la bebida no alcohólica oficial de la Eurocopa.[39][40]
- Hyundai Motor Group: en marzo de 2010, Hyundai-Kia y la UEFA anunciaron un acuerdo de patrocinio bajo el programa EUROTOP hasta el año 2017, este acuerdo incluyó, entre otros torneos de selecciones nacionales de la UEFA, la Eurocopa 2012 y la Eurocopa 2016 que se realizó en Francia. La empresa automovilística coreana se encargó de entregar la flota de vehículos que transportó a jugadores, árbitros e invitados en las diferentes sedes de la Eurocopa.[41]
- McDonald's: en mayo de 2010 McDonald's y la UEFA decidieron extender su acuerdo de patrocinio bajo el programa EUROTOP hasta el año 2017, este acuerdo incluyó, entre otros torneos de selecciones nacionales de la UEFA, la Eurocopa 2012 y la Eurocopa 2016 que se realizó en Francia. La cadena de restaurantes es patrocinador de la Eurocopa desde 1992.[42]
- Sharp: en septiembre de 2010 Sharp y la UEFA anunciaron la firma de un acuerdo de patrocinio bajo el programa EUROTOP, pero solo hasta el año 2013, este acuerdo incluyó, entre otros torneos de selecciones nacionales de la UEFA, la Eurocopa 2012. La compañía de electrónica fue el proveedor oficial del equipamiento audiovisual y de productos solares de la Eurocopa.[43]
- Castrol: en enero de 2010 Castrol y la UEFA renovaron su acuerdo de patrocinio que empezó en la Eurocopa 2008 de Austria y Suiza. Como en la edición anterior del torneo, la empresa de lubricantes para automóviles continuó elaborando el Índice Castrol para medir objetivamente las actuaciones de los jugadores en la Eurocopa 2012.[44]
- Carlsberg: en mayo de 2010 Carlsberg y la UEFA llegaron a un acuerdo para ampliar su relación de patrocinio bajo el programa EUROTOP hasta el año 2017, este acuerdo incluyó, entre otros torneos de selecciones nacionales de la UEFA, la Eurocopa 2012 y la Eurocopa 2016 La compañía cervecera fue la bebida alcohólica oficial de la Eurocopa. Carlsberg es patrocinador de la Eurocopa desde el torneo realizado en la República Federal de Alemania en el año 1988, ya que para el torneo de 2020 la reemplazará la también alcohólica Heineken. Carlsberg retomará el patrocinio de selecciones nacionales en 2025 y estará presente en el torneo que se disputará en Reino Unido en 2028.[45]
- Canon: en julio de 2011 la UEFA anunció a Canon como el noveno patrocinador de la Eurocopa 2012, la compañía japonesa se encargó de proveer las cámaras fotográficas digitales, impresoras, fotocopiadoras, escáneres y faxes que se utilizaron en el torneo.[46]
- Continental: después de estar presente en la Eurocopa 2008, la marca de neumáticos Continental firmó un acuerdo con la UEFA en octubre de 2011 para patrocinar la Eurocopa 2012 y la Eurocopa 2016 que realizó en Francia.[47]
- Orange: en enero de 2011, Orange, a través de su empresa asociada Telekomunikacja Polska, y la UEFA llegaron a un acuerdo para patrocinar la Eurocopa 2012, de esta manera la empresa de telecomunicaciones francesa se convirtió por primera vez en patrocinador de la Eurocopa.[48]

#### Patrocinadores nacionales
Los patrocinadores nacionales tienen los derechos de patrocinio de la Eurocopa 2012 solo en sus respectivos países.

##### Patrocinadores nacionales de Polonia
- E. Wedel
- Bank Pekao
- MasterCard

##### Patrocinadores nacionales de Ucrania
- Ukraine Telekom
- Unicredit
- EpiCentre K

## Incidencias
- El Comité de Control y Disciplina de la UEFA sancionó con una deducción de seis puntos a la Unión del Fútbol de Rusia (RFS), en la próxima fase de clasificación para la Eurocopa 2016, por los incidentes protagonizados por sus seguidores antes y después del encuentro contra Polonia (12 de junio). No obstante, la sanción está provisionalmente suspendida, supeditada al comportamiento que muestren los seguidores rusos a partir de ahora hasta el final de las eliminatorias de la Eurocopa 2016. Además, la Unión del Fútbol de Rusia fue multada con 120 000 euros.[49] Además, dicha federación también se enfrenta a cargos por la conducta inapropiada de sus aficionados, el lanzamiento de bengalas y la exhibición de banderas ilícitas en el partido ante la República Checa, correspondiente en el grupo A, que tuvo lugar el 8 de junio.[49]

- El encuentro entre Ucrania y Francia, correspondiente al grupo D, fue suspendido por una fuerte lluvia cuando se llevaban transcurridos cuatro minutos del primer tiempo. Después de una hora de espera el partido pudo ser reanudado.

- El Comité de Control y Disciplina de la UEFA sancionó con una multa de 20 000 euros a la Real Federación Española de Fútbol por "comportamiento y cánticos racistas" de sus aficionados en el partido de clasificación del grupo C del 10 de junio entre España e Italia.[50]

- El Comité de Control y Disciplina sancionó con una multa de 30 000 euros a la Federación de Fútbol de Rusia por «comportamiento y cánticos racistas» de sus aficionados en el encuentro de la primera jornada del grupo A entre Rusia y la República Checa, partido disputado en Breslavia el día 8 de junio de 2012.[50]